# 橋誠
橋 誠（はし まこと、1977年5月10日 - ）は、日本の元男性プロレスラー。広島県福山市出身。血液型A型。
プロレス引退後はストレッチ専門店大手のDr.ストレッチに勤務した後、独立し2022年10月1日より杉並区下高井戸に「すとれっち専門店 伸筋堂」を開業。

## 来歴
如水館高校時代に柔道を経験。卒業後、建設会社に入社するもプロレスラーの夢を捨てきれず自らトレーニングを積んで新人プロレスラー募集に応募し、1997年に全日本プロレスに入門。当時は川田利明の付き人を務めた。同期生には森嶋猛がおり、丸藤正道も後輩であるが、入団が近いため橋もほぼ同期として扱われる。
1998年3月25日、金丸義信戦でデビュー。2000年、バーニングを離脱した秋山準やマウナケア・モスマン等と組むようになり（秋山軍）、バーニングを解散に追い込んだ。しかしその直後に全日本プロレス分裂騒動が勃発し、橋も同団体を退団、プロレスリング・ノアの旗揚げに参加する。旗揚げ興行の第1試合で森嶋とシングルマッチを行うが、敗れた。なお、付き人を務めていた川田と袂を別ったため、新たに秋山の付き人となった。同年、秋山が率いる軍団スターネス入りをする。
2002年4月7日、丸藤の持つGHCジュニアヘビー級王座に挑戦したが試合中の丸藤の負傷によりレフェリー・ストップ勝ちし、第4代GHCジュニアヘビー級王者となるも試合内容と相手の怪我による勝利という結果に納得がいかないとの理由で試合直後に返上した。
2005年7月18日の東京ドーム大会で、秋山と組んで鈴木みのる・丸藤の持つGHCタッグ王座に挑戦したが、敗れる。その後、ヘビー級に転向し秋山の薦めによりスターネスを卒業した。なお、橋はスターネスを離脱した後も私生活の世話などで秋山と行動を共にすることは変わらず、秋山の運転手や秋山の個人会社が販売する「みんなの潤水」の配達もしていた。
同2005年には、非常に顔が似ていることで知られているDRAGON GATE所属の望月成晃が、天龍源一郎のセコンドとしてノア大会に来場。両者とも元々互いに意識はしていたものの全く接点が無く、試合開始前の入場時に秋山が橋の首根っこを掴んで入場、そのままセコンドの望月のところに連れて行き、無理矢理橋の頭を下げさせた。秋山曰く「こんな奴と顔が似ているなんて、申し訳ない」とのことである。
2007年、同じくスターネスを離脱した泉田純至とタッグを組み「チーム・成り上がり」を結成、当時タッグ王座化していたグローバル・ハードコア・クラウン無差別級選手権（白GHC）の王者であった志賀賢太郎・川畑輝鎮組に挑戦したが、敗れた。
2008年には、川畑の保有する白GHCに挑戦し王座を奪取。橋もその頃から「高尾山の天狗様からお告げを受ける」というギミックを使い始め、入場時には天狗のお面をつけるようになった。2009年6月に小橋建太に敗れ、白GHC王座から陥落した。
同年12月末日付で「年間報酬保障フリー選手契約が満了」となり退団、フリーランスとなった。以降、フリーとしてのレスラー活動と並行してフィットネスクラブに勤務する。
フリーとなってからは、ノアの他にDRAGON GATEやバチバチなどに常連参戦した。
2010年2月7日のDRAGON GATE後楽園ホール大会では顔の似ている望月とタッグを結成し、さらに3月3日にはシングルマッチで対戦。望月のことを「兄貴」と呼ぶようになった。
しかし、2011年5月に首の不調を理由にプロレスラー休業を発表し復帰しないまま2012年6月、自身のブログ上にて引退を表明した。
2012年9月に大阪府立体育会館で行われた秋山のデビュー20周年記念大会に来場し、秋山に花束を贈呈した。
2017年10月21日の全日本横浜文化体育館大会にて行われた「秋山準・大森隆男デビュー25周年記念セレモニー」にて久々にリングに上がり、川田・小橋・渕正信・和田京平と共に記念撮影に収まった。

## タイトル歴
プロレスリング・ノア
- GHCジュニアヘビー級王座

第4代（防衛0回） - 試合内容に納得せず、直後に返上となった。
- GHC無差別級王座

第8代（防衛2回）

## 得意技
天誅カラス落とし
白GHC奪取後、天狗の面を付けはじめた頃より使用の橋のフィニッシュ・ホールド。相手の片足を抱え込んでの垂直落下式リバースDDT。
ゴリさんだ
アトミック・ドロップの体勢で担ぎ上げ、相手を水平に180度旋回させながらジャンプし、開脚して尻餅を着くように着地し相手を背中からマットへ叩きつける技。丸藤が保持していたGHCジュニアヘビー級王座挑戦へ備え、橋の師匠でもある秋山のブルーサンダーを正式に譲られたもの。雪崩式でも放たれる。
当初の名称はゴリサンダーだったものの、秋山に「パクリなのにカッコイイ名前を付けたから」という理由で、ゴリさんだに半ば強引に改名させられた。
ゴリラーマンズ・スープレックス
ブレーンバスターの準備体勢から、右手で相手の左腿の内側から左手首を掴み後方に反り投げるリストクラッチ式のフィッシャーマンズ・スープレックス。
ゴリラーマン・バスター
上記ゴリラーマンズ・スープレックスの投げっぱなし版。リストクラッチ式フィッシャーマン・バスター。ここ一番では垂直落下で使用されることもある。
ゴリラーマン・ドライバー
ゴリラーマンズ・スープレックスと同じ体勢から抱え上げ、開脚しながらジャンプし、前方に背面から落とす。変形のみちのくドライバーII。クラッチを離さないため、相手は頭から垂直気味に落ちることもある。
ゴリティッシュ・フォール
変型のリバースDDTで、ジョニー・スミスのブリティッシュ・フォールと同じ技。ボディ・スラムの体勢で抱え上げたあと、相手の両足裏のみ着地させるとすぐにリバースDDTへ移行する。全日本所属時にスミスが参戦していた経緯から、影響を受けたものとされる。
ヘッドバット
橋の場合、相手の頭部を掴んで連発で決める事が多い。またコーナー上からジャンプし、マットや場外に倒れている相手に対してヘッドバットを見舞うダイビング・ヘッドバットも得意とする。大きな会場ではトップロープから飛ぶこともある。また、場外の相手へ向かってエプロンサイドから敢行することもある。このとき、タッグパートナーや観客から何度も「もう一度」とリクエストされるのが恒例。
モンゴリアン・チョップ
両手を大きく上へ開いた状態から、相手の首元の両横側へ向けて両手を振り下ろして相手の首を挟むようにチョップを決める技。試合序盤に多用する。
8469（ハシロック）
変形の膝十字固め。秋山が考案。

## 入場テーマ曲
- 獣道 '07（ 2007年 - ）
- 獣道（2001年 - 2007年）
- 突撃！（1999年 - 2001年）